# Provinciaal gerechtshof
Een provinciaal gerechtshof (vroeger ook geschreven als provinciaal geregtshof) was een gerechtshof dat in Nederland bestond in de periode van 1838 tot 1876. In 1838 kregen 9 provincies ieder een provinciaal gerechtshof, waarbij het noordelijk gedeelte van de provincie Holland in Amsterdam een criminele rechtbank kreeg die grotendeels dezelfde functie vervulde als een provinciaal gerechtshof. 
- Groningen (Groningen)
- Friesland (Leeuwarden)
- Drenthe (Assen)

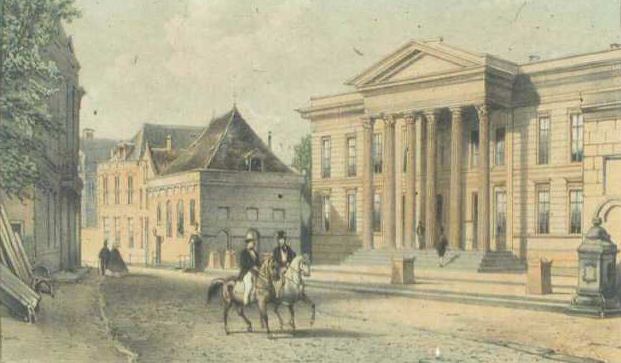
Het provinciaal gerechtshof in Zwolle

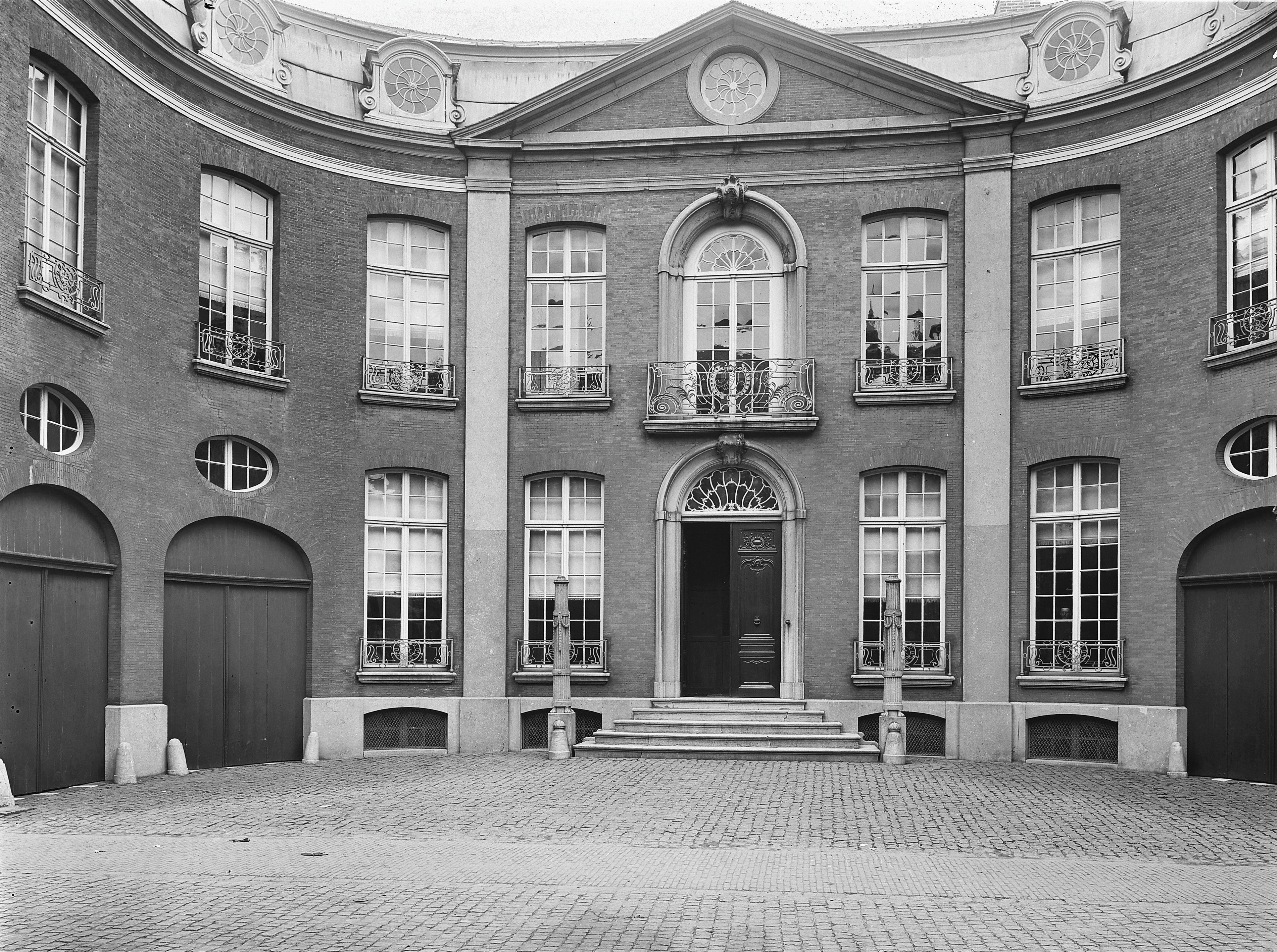
Het provinciaal gerechtshof in Middelburg

- Overijssel gevestigd in het Paleis aan de Blijmarkt (Zwolle)
- Gelderland (Arnhem)
- Utrecht (Utrecht)
- Holland ('s-Gravenhage)
- Zeeland (Middelburg)
- Noord-Brabant ('s-Hertogenbosch)

In 1842 groeide het aantal provinciale gerechtshoven naar 11 omdat de provincie Holland gesplitst werd in Noord-Holland (Amsterdam) en Zuid-Holland (Den Haag) en ook Limburg (Maastricht) een provinciaal gerechtshof kreeg.

## Opheffing
Op 1 januari 1876 werden de 11 provinciale gerechthoven opgeheven en kwamen daar vijf gerechtshoven voor terug met de volgende ressorten:
- Leeuwarden (Groningen, Friesland en Drenthe)
- Arnhem (Overijssel en Gelderland)
- Amsterdam (Utrecht en Noord-Holland)
- 's-Gravenhage (Zuid-Holland en Zeeland)
- 's-Hertogenbosch (Noord-Brabant en Limburg)

Deze situatie bleef ruim 130 jaar nagenoeg onveranderd.